# Comuna Sosnî, Litîn
Sosnî (în ucraineană Сосни) este o comună în raionul Litîn, regiunea Vinnița, Ucraina, formată din satele Bilozirka, Horodîșce, Radeanske și Sosnî (reședința).

## Demografie
Componența lingvistică a satului Sosnî
     Ucraineană (99,23%)
     Alte limbi (0,7%)
Conform recensământului din 2001, majoritatea populației satului Sosnî era vorbitoare de ucraineană (99,23%), existând în minoritate și vorbitori de alte limbi.